# World Trade Center (Colombo)
El World Trade Center (también conocido como WTC Colombo o WTCC) son dos torres gemelas en 152 metros en Colombo, Sri Lanka. Las torres de 39 plantas se alzan sobre un podio destinado a espacio comercial de 4 plantas, por lo tanto cada torres tiene un total de 43 alturas. El WTCC está gestionado por Overseas Realty Ceylon PLC (ORCPLC).
El WTCC fue inaugurado el 12 de octubre de 1997 por el entonces presidente de Sri Lanka Chandrika Kumaratunga. En los últimos años de la guerra civil de Sri Lanka, los Tigres de Liberación del Eelam Tamil atacaron el edificio en sendas ocasiones. un camión bomba en 1997 mató a 15 personas.

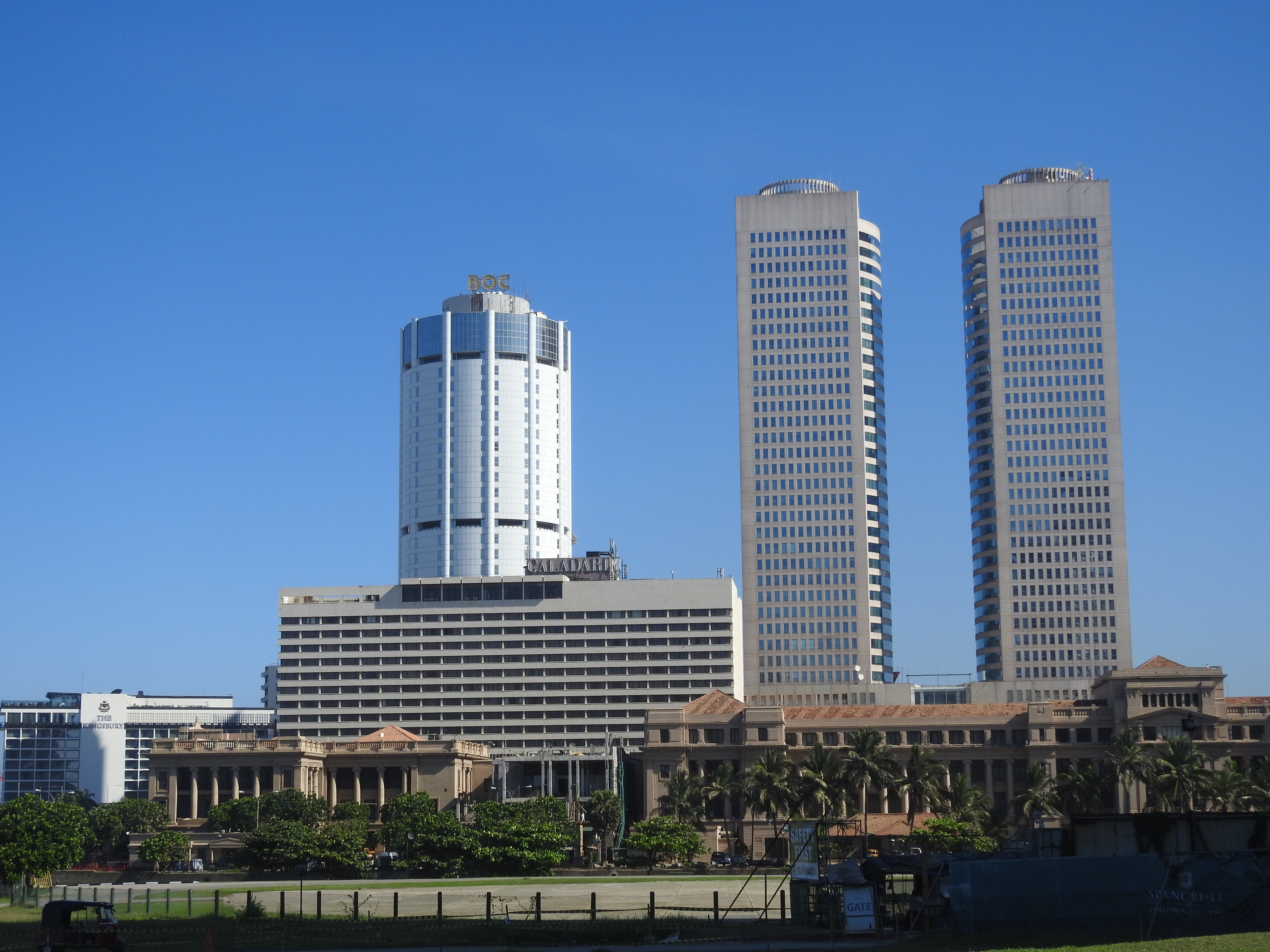
Las dos torres vistas desde One Galle Face.